# Ornella Wahner
Ornella Wahner (ur. 19 lutego 1993 r. w Dreźnie) – niemiecka bokserka, złota medalistka mistrzostw świata. Występowała w kategoriach od 54 do 60 kg.

## Kariera
W 2018 na mistrzostwach świata w Nowym Delhi zdobyła złoty medal w kategorii do 57 kg. W ćwierćfinale wygrała z Chinką Yin Junhua, a w półfinale pokonała Holenderkę Jemymę Betrian. W decydującej walce okazała się lepsza od Sonii Chahal z Indii 4:1.